# Уинчелл, Пол
Пол Уи́нчелл (англ. Paul Winchell; 21 декабря 1922, Нью-Йорк, Нью-Йорк — 24 июня 2005, Лос-Анджелес, Калифорния) — американский актёр телевидения и озвучивания, телеведущий, чревовещатель и изобретатель, отец актрисы Эйприл Уинчелл.

## Биография
Пол Вилчинский родился 21 декабря 1922 года в Нью-Йорке в семье Соломона и Клары Вилчинских, евреев-эмигрантов из Польши и Австро-Венгрии. С детства Пол мечтал стать врачом, но осуществить задуманное помешала Великая депрессия. В детстве заболел полиомиелитом, и пока выздоравливал, случайно наткнулся в журнале на статью о чревовещателях. Воодушевлённый этой идеей, он сразу после поправки попросил своего школьного учителя, Джерри Мэгона, поспособствовать в начинании, тот дал добро, и вскоре у подростка появилась первая и самая известная его кукла — Джерри Мэхони, получившая имя в честь этого учителя.
Пол погрузился в чтение тематических журналов, придумывание шуток, что позволило ему в 1938 году выиграть главный приз на радиоконкурсе талантов Major Bowes Amateur Hour. Гастролируя с Major Bowes Review (это было частью приза), Пол обратил на себя внимание бэнд-лидера Теда Уимса, который предложил юноше постоянную работу у него — таким образом, официально карьера Пола Вилчинского, который взял «американизированный» псевдоним Уинчелл, началась в возрасте 14 лет.
В середине-конце 1950-х годов обучался и окончил Колумбийский университет, а в 1974 году получил специальность акупунктурист, окончив колледж The Acupuncture Research College в Лос-Анджелесе. Работал врачом-гипнотизёром в Институте Гиббса в Голливуде.
В 1980-х годах, вместе с актёрами Ричардом Дрейфусом и Эдвардом Аснером, врачом Генри Геймлихом, выступил перед Комитетом Конгресса с предложением нового способа массового выращивания рыбы тиляпии в голодающей Африке, но предложение было отвергнуто по финансовым соображениям.
В 1989 году отсудил у компании Metromedia 17,8 млн долларов за то, что они уничтожили 288 видеоплёнок с его записями детского телешоу Winchell-Mahoney Time (1965—1968).
Помимо куклы Джерри Мэхона, Пол является автором двух других «звёзд»: Шарнироголового Смиффа (Knucklehead Smiff) и Освальда. Настоящий Джерри и копия Смиффа хранятся в Смитсоновском институте, оригиналы Смиффа и Освальда принадлежат иллюзионисту Дэвиду Копперфильду.
Пол Уинчелл скончался 24 июня 2005 года в своём доме в Лос-Анджелесе от естественных причин. Согласно завещанию, тело Уинчелла было кремировано, а прах оставлен на территории домовладения.

### Личная жизнь
Жёны:
- Дороти Мовиц (годы брака неизвестны, развод[4])
  - Дочь Стефани
  - Сын Стейси Пол Уинчелл
- Нина Рассел (с 1961 по 1972 год, развод[4])
  - Дочь Эйприл (род. 1960)
- Джин Фриман (с 1974 по 2005 год, смерть актёра)
  - Ларри (усыновлён)
  - Кит (усыновлён)

## Изобретатель
- Искусственное сердце, имплантируемое в грудную клетку (патент США №3097366 от 16 июля 1963 года[6]; передано в дар Университету Юты для исследований и доработок[5]).
- Одноразовая бритва.
- Зажигалка без огня.
- Раздвижная и светящаяся шариковые и перьевые ручки.
- «Невидимые» подвязки.
- Перчатки с подогревом, работающие от батареек.
- Несколько других изобретений, преимущественно медицинского характера[7].

## Награды и номинации
- 1960 — звезда на Аллее Славы (Голливудский бульвар, 6333)
- 1975 — Грэмми в категории «Лучший альбом для детей»[англ.] за озвучивание мультфильма «Винни-Пух, а с ним и Тигра!»[5].
- 1997 — Награда имени Уинзора Маккея[англ.].
- 1998 — Премия Энни в категории «Выдающееся индивидуальное достижение в озвучивании полнометражного мультфильма» за озвучивание мультфильма «Великое путешествие Пуха: В поисках Кристофера Робина» — номинация.

## Избранная фильмография
Регулярно Пол стал появляться на экранах телевизоров с 1959 года, и до конца своей кино-карьеры в 1999 году снялся примерно в полусотне сериалов и телефильмов, озвучил примерно столько же мультфильмов. Был частым участником теле-игр What's My Line? и Your First Impression, а вот на широком экране практически не появлялся. Вёл собственные телешоу The Paul Winchell Show (с 1950 по 1954 год) и Winchell-Mahoney Time (1965—1968).

### Телевидение
- 1963 — Шоу Донны Рид / The Donna Reed Show — разные роли (в двух эпизодах)
- 1964 — Перри Мейсон / Perry Mason — Генри Клемент (в одном эпизоде)
- 1966—1967 — Шоу Люси / The Lucy Show — разные роли (в трёх эпизодах)
- 1971 — Семейка Брэди / The Brady Bunch — Скип Фарнум (в одном эпизоде)

### Озвучивание мультфильмов
- 1968 — Винни-Пух и день забот / Winnie the Pooh and the Blustery Day — Тигра
- 1969—1970 — Дастардли и Маттли на своих летающих машинах[англ.] / Dastardly and Muttley in Their Flying Machines — Дик Дастардли / Генерал (в двадцати шести эпизодах)
- 1970 — Коты-аристократы / The Aristocats — Шун-Гон, кот-китаец
- 1972 — Новые дела Скуби-Ду / The New Scooby-Doo Movies — Мо Говард (в двух эпизодах)
- 1973 — Губер и охотники за привидениями[англ.] / Goober and the Ghost Chasers — Губер / второстепенные персонажи (в шестнадцати эпизодах)
- 1974 — Винни-Пух, а с ним и Тигра! / Winnie the Pooh and Tigger Too — Тигра
- 1976 — Клуб «Улика»[англ.] / Clue Club — Вуфер (в шестнадцати эпизодах)
- 1976—1977 — Розовая пантера / The Pink Panther Show — Бесстрашный Фредди, охотник на акул
- 1977 — Множество приключений Винни-Пуха / The Many Adventures of Winnie the Pooh — Тигра
- 1981 — Лис и Пёс / The Fox and the Hound — Бумер
- 1983 — Винни-Пух и день рождения Иа[англ.] / Winnie the Pooh and a Day for Eeyore — Тигра
- 1985 — Джетсоны / The Jetsons — доктор Загрузка (в двух эпизодах)
- 1985—1986 — Медведь Йоги: Искатели сокровищ[англ.] / Yogi's Treasure Hunt — Дик Дастардли (в пятнадцати эпизодах)
- 1985—1990 — Приключения мишек Гамми / Disney's Adventures of the Gummi Bears — разные роли (в сорока трёх эпизодах)
- 1988—1990 — Новые приключения Винни-Пуха / The New Adventures of Winnie the Pooh — Тигра (в тридцати четырёх эпизодах)
- 1991, 1992, 1994 — Гарфилд и его друзья / Garfield and Friends — разные роли (в четырёх эпизодах)
- 1997 — Великое путешествие Пуха: В поисках Кристофера Робина / Pooh's Grand Adventure: The Search for Christopher Robin — Тигра
- 1998 — Винни-Пух и День благодарения[англ.] / A Winnie the Pooh Thanksgiving — Тигра
- 1999 — Винни-Пух: Время делать подарки / Seasons of Giving — Тигра

### Широкий экран
- 1970 — Как пройти на фронт?[англ.] / Which Way to the Front? — Шрёдер